# Železniško postajališče Štore
Železniško postajališče Štore je eno izmed železniških postajališč v Sloveniji, ki oskrbuje bližnje naselje Štore.